# ロモグラフィー
ロモグラフィーとは、トイ・カメラ を用いて得られた写真、若しくはトイ・カメラを用いて得られた写真体験を共有しようとする芸術運動、若しくはその運動体であるロモグラフィック・ソサエティ・インターナショナル（SPI）、若しくはトイ・カメラを販売するSPIの事業会社のことである。

## ロモグラフィック運動
1991年、ウィーン大学の学生であるヴォルフガング・シュトランツィンガー、マティアス・フィーグル、クリストフ・ホーフィンガーの三人は、プラハで露天商からソビエト連邦時代に作られた全自動カメラLOMO LC-Aを10SURで購入した。LOMO LC-Aで撮影して得た写真の、極端に鮮やかな色彩と、不安定な画質を、前衛的だと感じた三人は、その素晴らしさを多くの人と共有すべく、写真展の開催を企画した。この目論見は成功し、多くの共感を呼び起こした。写真が実用性から解放された時、その芸術性がクローズアップされ、思いも寄らない驚きや新鮮な写真体験が生まれることがある。このような状況下では、写真は単なる記録や文書化の手段ではなく、予測不可能性や意外性を含んだ芸術作品として認識される。LOMO LC-Aを独自に入手する人々も現れ、やがて同じ写真体験を求める者たちが三人の元に集まってくるようになった。LOMO LC-Aで得た写真はロモグラフィー（独: Lomographie）、愛好家はロモグラファー（独: Lomographen）と呼ばれ、その写真体験と新たな表現方法を共有する芸術運動が広がっていった。

### ロモグラフィー10ゴールデンルール
ロモグラフィー10ゴールデンルールは、ロモグラフィー運動の核心を簡潔に表現している。これらのルールは1992年にウィーンの地元紙で初めて公表され、後に若干の改訂が加えられた。
1. どこにでもカメラを持って行こう
Take your camera everywhere you go
2. 昼夜を問わずいつでも撮ろう
Use it any time – day and night
3. ロモグラフィーを生活の一部にしよう
Lomography is not an interference in your life, but part of it
4. 腰の位置から撮ってみよう
Try the shot from the hip
5. 被写体と近しくなろう
Approach the objects of your Lomographic desire as close as possible
6. 考えないで
Don’t think (William Firebrace)
7. 素早く
Be fast
8. 何を撮るか考えないようにしよう
You don’t have to know beforehand what you captured on film.
9. 撮れた写真を楽しもう
Afterwards either
10. 常識に囚われないようにしよう
Don’t worry about any rules

## ロモグラフィック・ソサエティ・インターナショナル
1992年に、ロモグラフィー運動の運動体としてロモグラフィック・ソサエティ・インターナショナル（LSI）が組織された。LSIの主な目的は、ロモグラファー同士の交流やコミュニティの拡大を図ることだった。彼らは写真展などの催事を主催し、LC-Aに限らず同様のカメラを東欧諸国から集めて頒布した。また、作品の共有にはワールド・ワイド・ウェブを活用し、FlickrやInstagramに先駆けて写真共有システムLomoHomeを構築した。

## 事業会社
LOMOからLC-Aの独占販売権を獲得するため、1995年に事業会社Lomographische GmbHを設立した。頒布方法も、LSIの頃は専ら催事会場での即売やワールド・ワイド・ウェブを通じたものがだったが、特約店を置くようになり、遂には2001年にウィーンに実店舗（ロモグラフィー・ギャラリーストア）を開設した。

### ロモグラフィー・ギャラリーストア
2007年に上海で国外初のロモグラフィー・ギャラリーストアが開店し、2012年までにはウイーンも含め36店舗に拡大した。しかし、その後は店舗数が減少し、現在は東京のみが残っている。

#### ロモグラフィー・ギャラリーストア・トーキョー
2008年7月に南青山四丁目に開店し、2010年12月に神宮前六丁目に移転した。その後、2013年5月にロモグラフィープラスと名を変え外神田六丁目に移転し、2023年3月には現在地の神田小川町三丁目に移転した。2000年に設立した日本法人の株式会社ロモジャパンが運営する。

### 製品開発
事業会社は、ロモグラファーの活動を支援するために、カメラ、フィルム、およびその他の関連用品の開発に力を入れている。時にはクラウド・ファンディングも利用し、LC-Aの復刻や多重露光が可能なインスタント・カメラ、110フィルムの再生産などのプロジェクトを実現した。
- 香港の ロモグラフィー・ギャラリーストア
- LOMO LC-A
- Lomo'Instant Camera
- Lomography Redscale 100 35mm